# (182934) 2002 GJ32
2002 جي جاي 32 (ويعرف أيضًا باسم (182934) 2002 جي جاي 32 وفق تسمية الكوكب الصغير) (بالإنجليزية: 2002 GJ32)‏ هو كويكب ضمن حزام الكويكبات؛ وترتيبه 182934 من حيث الاكتشاف.
اكتُشف هذا الجُرم الفلكي بواسطة مارك ويليام بوي في 8 أبريل 2002.

## وصلات خارجية
- (182934) 2002 GJ32 في قاعدة بيانات مختبر الدفع النفاث لأجرام النظام الشمسي الصغيرة

- الاكتشاف · مخطط المدار ·  العناصر المدارية · المعلمات المادية

- (182934) 2002 GJ32 على موقع ويكي سكاي: DSS2, SDSS, GALEX, IRAS, Hydrogen α, X-Ray, Astrophoto, Sky Map, Articles and images